# Patrik Zackrisson
Patrik Birger Zackrisson, född 27 mars 1987 i Ekerö, är en svensk professionell ishockeyspelare som spelar för Södertälje SK i Hockeyallsvenskan. Han började spela juniorishockey med Frölunda HC 2003 och har tagit två SM-guld med Frölunda J18 samt ett SM-guld och ett SM-silver med Frölunda J20. Zackrisson gjorde seniordebut i klubben under säsongen 2005/06. Därefter spelade han en säsong med Rögle BK i Hockeyallsvenskan där han snittade över en poäng per match. Zackrisson valdes i den sjätte rundan av San Jose Sharks som 165:e spelare totalt vid NHL-draften 2007. Samma år skrev han på för Linköping HC i SHL.
Efter fyra säsonger i Linköping, och ett SM-silver med laget, lämnade han klubben inför säsongen 2011/12 för spel i KHL med Atlant Mytisjtji. Därefter bröts Zackrissons kontrakt då han under försäsongen 2012/13 brutit foten. Han återvände till Linköping och spelade den andra halvan av säsongen i SHL. Säsongen 2013/14 spelade han för HC Lev Prag i KHL, innan han tillbringade två säsonger i SHL med Skellefteå AIK som han tog två SM-silver med. Därefter spelade han en säsong vardera för HC Lugano i Nationalliga A och KHL-klubbarna HK Sibir Novosibirsk och HK Dynamo Moskva. Mellan 2019 och 2025 spelade Zackrisson för Leksands IF och var dess lagkapten under fem säsonger. Sedan 2025 spelar han för Södertälje SK.
Zackrisson debuterade med Sveriges landslag i mars 2009 och medverkade också bland annat vid OS i Pyeongchang 2018. Som junior tog han ett VM-brons med Sveriges U18-landslag i Tjeckien 2005.

## Karriär

### Klubblag

#### 2005–2013: Början av karriären och Linköping HC
Zackrisson påbörjade sin ishockeykarriär med moderklubben Skå IK. Vid 16 års ålder började han spela juniorishockey för Frölunda HC. I sin första säsong för klubben vann han ett SM-guld med Frölunda J18. Säsongen därpå tog han klivet upp till J20-laget, med vilka han vann SM-guld 2004/05. Han kombinerade spel i de båda juniorlagen under slutspelet och vann också för andra året i följd ett SM-guld med J18-laget. Säsongen 2005/06 debuterade Zackrisson med Frölunda HC i Elitserien. Han spelade sin första Elitseriematch mot Modo Hockey den 15 november 2005 och spelade totalt tio Elitseriematcher under säsongen. Den större delen av säsongen tillbringade han med Frölunda J20 där han på 39 matcher noterades för 45 poäng (26 mål, 19 assist). Laget tog sig återigen till SM-final, där Zackrisson öppnade målskyttet, men denna gång föll dock laget mot Linköping HC J20 och Zackrisson tilldelades därmed ett SM-silver.
Inför säsongen 2006/07 ville Frölunda förlänga avtalet med Zackrisson, men han lämnade klubben och skrev ett ettårskontrakt med Rögle BK i Hockeyallsvenskan. Han gjorde debut i Hockeyallsvenskan i en 6–3-seger mot Nybro Vikings IF den 27 september 2006. Månaden därpå, den 13 oktober, noterades han för sitt första mål i Hockeyallsvenskan, på Markus Svensson, i en 5–2-seger mot IK Oskarshamn. Den 5 november 2006 stod Zackrisson för sitt första hat trick i serien, då Växjö Lakers HC besegrades med 6–5. Rögle slutade på andra plats i grundserien och på 29 matcher stod Zackrisson för 34 poäng (16 mål, 18 assist) och var en av lagets främsta poängplockare. Han missade de åtta avslutande matcherna av grundserien, samt första matchen av Kvalserien, på grund av en skada. I Kvalserien till Elitserien i ishockey 2007 tog laget endast fyra poäng och misslyckades således med att ta sig upp till Elitserien.
Kort efter säsongens slut meddelades det att Zackrisson skrivit på ett tvåårsavtal med Linköping HC i Elitserien. Den 29 september 2007 gjorde han sitt första Elitseriemål, på Luleå HF:s Gusten Törnqvist. Han spelade samtliga 55 matcher i grundserien och stod totalt för 13 poäng (fyra mål, nio assist). I slutspelet tog Linköping sig fram till SM-final, via segrar mot Djurgårdens IF och Färjestad BK i kvarts-, respektive semifinal. Laget ledde finalserien mot HV71 med 2–0, men föll till slut sedan HV71 vunnit fyra matcher i följd.
I februari 2008 meddelade Linköping att Zackrisson förlängt sitt avtal med klubben med ytterligare två år. Säsongen 2008/09 blev Zackrissons poängmässigt främsta säsong i Linköping då han på 54 matcher stod för 34 poäng (15 mål, 19 assist). De två efterföljande säsongerna utsågs han till en av lagets assisterande lagkaptener.
I början av maj 2011 bekräftades det att Zackrisson lämnat Linköping och skrivit på för ryska Atlant Mytisjtji i KHL. Han spelade sin första KHL-match den 12 september 2011, mot Salavat Julajev Ufa, och stod för två poäng i samma match (ett mål, en assist) som laget förlorade med 5–3. På 54 grundseriematcher stod Zackrisson för 22 poäng (8 mål, 14 assist). I slutspelet slogs laget ut i kvartsfinalserien av SKA Sankt Petersburg och på dessa tolv matcher noterades han för sju poäng (två mål, fem assist). Inför säsongen 2012/13 bröt Zackrisson benet under träning och enligt tidiga prognoser pekade det mesta för att han skulle bli borta från spel hela året. I september 2012 meddelade Linköping HC att Zackrisson återvänt till klubben och skrivit ett avtal för resten av säsongen. I början av december samma år var Zackrisson tillbaka i spel och stod för 13 poäng (fyra mål, nio assist) i grundserien.

#### 2013–2019: KHL, Skellefteå AIK och NLA
Under sommaren 2013 köptes Zackrisson ut från sitt kontrakt med Atlant Mytisjtji och skrev därefter ett ettårskontrakt med seriekonkurrenten HC Lev Prag. Lev Prag slutade trea i KHL:s västra konferens och i slutspelet gick laget ända till final. I finalserien föll laget mot Metallurg Magnitogorsk med 3–4 i matcher. På 22 slutspelsmatcher stod Zackrisson för elva poäng (fyra mål, sju assist).
Kort efter finalförlusten i Gagarin Cup gick Lev Prag i konkurs. Den 14 augusti 2014 bekräftade Skellefteå AIK i SHL att man skrivit ett ettårskontrakt med Zackrisson. Med 10 mål och 25 assist på 52 matcher gjorde han sin dittills poängmässigt bästa säsong i SHL. I slutspelet slog Skellefteå ut Brynäs IF och Linköping HC i kvarts- respektive semifinal. I finalen föll man mot Växjö Lakers med 4–2 i matcher. I slutspelet stod Zackrisson för 13 poäng på 15 matcher (fyra mål, nio assist) och slutade fyra i slutspelets poängliga. Innan slutspelets slut förlängde han kontraktet med Skellefteå med ytterligare ett år och utsågs också till en av lagets assisterande lagkaptener. Zackrisson förbättrade sitt personliga poängrekord för en säsong i SHL under säsongen 2015/16 då han vann lagets interna poängliga med 48 poäng (15 mål, 33 assist) på 52 matcher. För andra året i följd föll Skellefteå i SM-final då man besegrades av Frölunda HC med 1–4 i matcher.
I början av maj 2016 bekräftades det att Zackrisson lämnat Skellefteå för spel med schweiziska HC Lugano i Nationalliga A. Zackrisson spelade 35 matcher för laget och var under säsongens gång petad stundtals. Lugano bröt Zackrissons kontrakt i förtid och i slutet av april 2017 meddelade KHL-laget HK Sibir Novosibirsk att man skrivit kontrakt med Zackrisson. Med en poängs marginal missade laget slutspel. Zackrisson vann lagets interna assist- och poängliga, och var näst bästa svenska poängplockare i hela serien. På 56 matcher noterades han för 42 poäng (13 mål, 29 assist), hans poängmässigt bästa säsong i KHL dittills. Den 2 maj 2018 bekräftade HK Dynamo Moskva att man skrivit ett tvåårsavtal med Zackrisson. Den följande säsongen fick Zackrisson delvis förstörd på grund av skador och spelade därför endast 38 grundseriematcher, där han svarade för elva poäng (fem mål, sex assist). I Gagarin Cup slogs laget ut i kvartsfinalserien av HK CSKA Moskva med 4–1 i matcher. Innan dess hade Dynamo Moskva slagit ut Jokerit i åttondelsfinal. I slutspelet vann Zackrisson lagets interna poängliga då han noterades för nio poäng på elva matcher (tre mål, sex assist).

#### Från 2019: Leksands IF och Södertälje SK
Under sommaren 2019 bröts Zackrissons avtal med Dynamo Moskva och den 5 juli 2019 bekräftade SHL-klubben Leksands IF att man skrivit ett fyraårsavtal med honom. Zackrisson utsågs till en av lagets assisterande kaptener och slutade på tredje plats i lagets interna poängliga. Han missade endast en match i grundserien och noterades för 21 poäng, varav sju mål, på 51 matcher. Inför den efterföljande säsong blev Zackrisson ny lagkapten i Leksand. På 44 grundseriematcher stod han för 29 poäng, varav 8 mål. Han var den i laget som ådrog sig flest utvisningsminuter (57). Laget slutade på tredje plats i grundserien men slogs sedan ut i SM-slutspelet av Örebro HK med 4–0 i kvartsfinalserien.
Zackrisson gjorde sin poängmässigt bästa säsong dittills för Leksands IF säsongen 2021/22 då han på 42 grundseriematcher noterades för 36 poäng (11 mål, 25 assist). Han var också den i laget som hade bäst plus/minus-statistik (21). Laget slogs ut i play in av IK Oskarshamn med 2–1 i matcher. Kort efter Leksands uttåg ur SM-slutspelet meddelades det den 3 april 2022 att Zackrisson förlängt sitt avtal med klubben med ytterligare två säsonger. Säsongen 2022/23 missade Zackrisson endast tre matcher av grundserien och noterades för 19 poäng på 49 matcher. I SM-slutspelet slogs Leksands ut i play-in av Rögle BK med 2–1 i matcher. Säsongen 2023/24 var Zackrissons poängmässigt sämsta i SHL sedan 2012/13. Han noterades för 13 poäng på 46 grundseriematcher. Leksand slogs ut av Frölunda HC i kvartsfinal med 4–3 i matcher. I sin sjätte säsong för Leksand spelade han i november 2024 sin 600:e match i SHL. Han stod för 21 poäng på 46 grundseriematcher och efter den avslutande grundserieomgången stod det klart att Leksand missat slutspelet efter en målskillnadsaffär mot Malmö Redhawks.
Efter sex säsonger i Leksand bekräftades det den 5 juni 2025 att Zackrisson lämnat klubben. Den 2 augusti samma år stod det klart att han skrivit ett ettårskontrakt med Södertälje SK i Hockeyallsvenskan.

### Landslag

#### 2005–2007: Ungdoms- och juniorlandslag

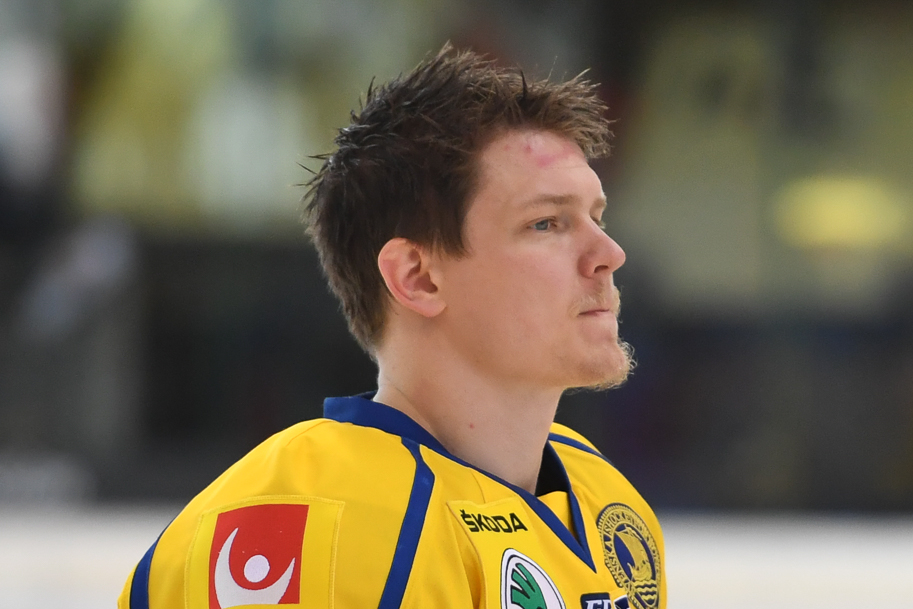
Zackrisson i landslagströja.

Zackrisson blev uttagen att spela U18-VM i Tjeckien 2005. Sverige slutade tvåa, bakom Kanada, i grupp A och slog sedan ut Slovakien i kvartsfinal. Laget föll sedan i semifinal mot USA med 6–2 och besegrade därefter värdnationen i bronsmatchen med 4–2. På sju matcher stod Zackrisson för fem poäng (två mål och tre assist).
2007 var Zackrisson med och spelade JVM som avgjordes i Sverige. Sverige slutade återigen tvåa, efter Kanada, i sin grupp och vann sedan med 5–1 mot Tjeckien i kvartsfinal. Man föll därefter mot Ryssland med 4–2 i semifinal. I bronsmatchen ställdes Sverige mot USA, som tog ledningen med 1–0 i slutet av första perioden. Zackrisson kvitterade därefter, men USA vann till slut med 2–1. På sju matcher noterades han för två poäng (ett mål, en assist).

#### 2009–2018: A-landslaget
Den 31 mars 2009 debuterade Zackrisson i A-landslaget, i en träningslandskamp mot Schweiz. Sverige vann med 4–3 och Zackrisson gjorde också sina två första A-landslagsmål, på Marco Bührer.
Då Sveriges förbundskapten Rikard Grönborg den 16 januari 2018 presenterade truppen till OS i Pyeongchang stod det klart att Zackrisson inte blivit uttagen, han tog däremot en av de två sista platserna i truppen 10 dagar senare. Sverige gick obesegrat genom gruppspelet sedan man i tur och ordning besegrat Norge, Tyskland och Finland. I kvartsfinalen föll dock Sverige mot Tyskland, sedan tyskarna avgjort matchen till 3–4 mindre än två minuter in på förlängningen. På fyra matcher noterades Zackrisson för tre poäng (ett mål, två assist).

## Statistik

### Klubbkarriär
| 2005–06    | Frölunda HC          | SHL        | 10  | 0   | 1   | 1   | 0   | —  | —  | —  | —  | —  |
| 2006–07    | Rögle BK             | HA         | 29  | 16  | 18  | 34  | 28  | 9  | 1  | 5  | 6  | 4  |
| 2007–08    | Linköping HC         | SHL        | 55  | 4   | 9   | 13  | 35  | 16 | 3  | 1  | 4  | 12 |
| 2008–09    | Linköping HC         | SHL        | 54  | 15  | 19  | 34  | 12  | 7  | 1  | 3  | 4  | 2  |
| 2009–10    | Linköping HC         | SHL        | 45  | 16  | 16  | 32  | 20  | —  | —  | —  | —  | —  |
| 2010–11    | Linköping HC         | SHL        | 55  | 16  | 15  | 31  | 8   | 7  | 4  | 3  | 7  | 0  |
| 2011–12    | Atlant Mytisjtji     | KHL        | 54  | 8   | 14  | 22  | 36  | 12 | 2  | 5  | 7  | 8  |
| 2012–13    | Linköping HC         | SHL        | 25  | 4   | 9   | 13  | 10  | 10 | 2  | 4  | 6  | 6  |
| 2013–14    | HC Lev Prag          | KHL        | 54  | 7   | 10  | 17  | 20  | 22 | 4  | 7  | 11 | 4  |
| 2014–15    | Skellefteå AIK       | SHL        | 52  | 10  | 25  | 35  | 20  | 15 | 4  | 9  | 13 | 4  |
| 2015–16    | Skellefteå AIK       | SHL        | 52  | 15  | 33  | 48  | 68  | 16 | 2  | 8  | 10 | 6  |
| 2016–17    | HC Lugano            | NLA        | 35  | 5   | 14  | 19  | 14  | 9  | 1  | 5  | 6  | 8  |
| 2017–18    | HK Sibir Novosibirsk | KHL        | 56  | 13  | 29  | 42  | 35  | —  | —  | —  | —  | —  |
| 2018–19    | HK Dynamo Moskva     | KHL        | 38  | 5   | 6   | 11  | 6   | 11 | 3  | 6  | 9  | 2  |
| 2019–20    | Leksands IF          | SHL        | 51  | 7   | 14  | 21  | 45  | —  | —  | —  | —  | —  |
| 2020–21    | Leksands IF          | SHL        | 44  | 8   | 21  | 29  | 57  | 4  | 1  | 1  | 2  | 2  |
| 2021–22    | Leksands IF          | SHL        | 42  | 11  | 25  | 36  | 8   | 2  | 0  | 0  | 0  | 0  |
| 2022–23    | Leksands IF          | SHL        | 49  | 5   | 14  | 19  | 4   | 3  | 1  | 0  | 1  | 0  |
| 2023–24    | Leksands IF          | SHL        | 46  | 3   | 10  | 13  | 4   | 6  | 0  | 3  | 3  | 0  |
| 2024–25    | Leksands IF          | SHL        | 46  | 6   | 15  | 21  | 16  | —  | —  | —  | —  | —  |
| SHL totalt | SHL totalt           | SHL totalt | 626 | 120 | 226 | 346 | 307 | 86 | 18 | 32 | 50 | 32 |
| KHL totalt | KHL totalt           | KHL totalt | 202 | 33  | 59  | 92  | 97  | 45 | 9  | 18 | 27 | 14 |

### Internationellt
| År            | Lag           | Turnering     | Matcher | Mål | Assists | Poäng | Utv. |
| ------------- | ------------- | ------------- | ------- | --- | ------- | ----- | ---- |
| 2005          | Sverige       | U18-VM        | 7       | 2   | 3       | 5     | 0    |
| 2007          | Sverige       | JVM           | 7       | 1   | 1       | 2     | 12   |
| 2018          | Sverige       | OS            | 4       | 1   | 2       | 3     | 0    |
| Junior totalt | Junior totalt | Junior totalt | 14      | 3   | 4       | 7     | 12   |
| Senior totalt | Senior totalt | Senior totalt | 4       | 1   | 2       | 3     | 0    |